# 시마바라의 난
시마바라의 난(일본어: 島原の乱)은 에도 시대 초기에 일어난 일본 역사상 최초의 대규모 잇키(一揆)다. 막말 이전에 일어난 본격적인 내전으로 주 구성원은 일본의 토착 기독교인들을 일컫는 기리시탄이다. 시마바라·아마쿠사 잇키(島原・天草一揆) 또는 시마바라·아마쿠사의 난(島原・天草の乱)이라고도 한다.

## 개요
시마바라의 난은 마쓰쿠라 가쓰이에(松倉勝家)가 다스리던 히젠 시마바라반도의 시마바라번과 데라자와 가타타카가 다스리던 가라쓰번, 이 두 번의 주민들이 인민들의 혹사와 과중한 연공(해마다 현물로 바치는 공납으로 수입의 약 절반을 쌀로 바쳤음)부담, 거기에 더해 번의 기리시탄 박해와 기근에 의한 어려움까지 겹치면서 양 번에서 모두 반발이 일어났다.
기리시탄 4만여 명이 주도한 이 반란에서 '인민'은 곤궁한 생활에 빠져있던 농민뿐 아니라 예속민을 포함한 농업, 어업, 수공업, 상업 등의 거의 모든 산업 종사자들까지 크고 넒게 포함되어 있었으며, 가톨릭 교회 탄압에 대한 반발이라는 종교적 성격과 세금 착취로 야기된 생존권 문제가 모두 포함된 복합적 성격을 지닌다. 그러나 12만 명의 진압군에 의해 4개월 만에 진압되었으며, 기리시탄에 대한 탄압은 더욱 가혹해졌다.

## 배경
시마바라는 기리시탄 다이묘인 아리마 하루노부의 영지로 주민들 중에 기리시탄이 늘어났지만, 게이초 19년(1614년)에 아리마씨가 휴가 노베오카로 전봉되고 히노에 영지는 약 2년간 막부령이 되었다가 그 뒤를 이어 야마토(大和) 고조(五条)로부터 들어오게 된 마쓰쿠라 시게마사가 에도성의 개축 작업을 떠맡게 되면서, 독자적으로 루손섬 원정계획을 세워 선발대를 파견하고 시마바라 성을 개축하는 과정에서 주민들로부터 연공을 과도하게 거둬들였다. 또한 기리시탄을 가혹하게 탄압하기 시작했으며, 연공을 내지 못하는 농민들과 개종을 거부하는 기리시탄들을 잔인하게 고문하고 처형하였다. 시게마사의 뒤를 이은 장남 가쓰이에 역시 기리시탄에 대해 시게마사와 같은 정책을 취했다.
아마쿠사는 과거 기리시탄 다이묘 고니시 유키나가의 영지였는데, 세키가하라 전투 이후 데라자와 히로타카에게로 넘어가 히로타카의 차남 가타타카의 시대로 이어졌으며 시마바라와 마찬가지로 기리시탄 탄압이 이어지고 있었다. 당시의 《호소카와 가기》(細川家記)와 《아마쿠사 도경》(天草島鏡) 등의 기록에는 반란의 원인이 가혹하고 무리한 연공 징수에 있다고 적고 있지만, 시마바라 번주 마쓰쿠라 가쓰이에는 반란 세력들이 기독교로 결속되어 있다고 보고 반란을 기리시탄들에 의한 폭동이라 주장하였다. 막부 또한 시마바라의 난을 기리시탄 탄압의 구실로 삼고자 「시마바라의 난 ＝ 기리시탄 반란(종교전쟁)」이라는 도식을 정착시켰다. 그러나 실제로 시마바라의 난에는 아리마·고니시 양 집안을 섬기던 낭인(浪人)이나 기존의 토착영주였던 아마쿠사씨(天草氏)·시키씨(志岐氏) 또한 가세했으며, 일반적으로 알려진 「기리시탄의 종교전쟁과 순교」라는 것은 반란의 일면일 뿐이며 잇키 즉 「호미와 죽창, 거적 깃발」을 들고 일어난 민란으로 보는 것이 정확하다고 알려져 있다.

## 난의 전개

### 발발
번의 가혹한 정책에 견디지 못한 시마바라 백성들은 과거 무사였으나 백성의 신분이 되어 지역 유지로서 활동하던 옛 아리마 집안의 가신들 아래서 조직화되었고(이 조직화 자체를 잇큐라고 부른다), 몰래 반란 계획을 세웠다. 히고의 아마쿠사에도 고니시 유키나가・삿사 나리마사(佐々成政)・가토 다다히로(加藤忠広)를 섬기다 개역당한 많은 로닌들을 중심으로 잇큐가 조직되었다. 시마바라・아마쿠사 잇큐의 주모자들은 유지마(湯島, 談合島)에서 회담을 갖고 기리시탄 가운데서도 가장 카리스마적 인기를 누리던 16세의 소년 아마쿠사 시로(天草四郎, 본명은 마에다 지로 도키사다益田四郎時貞로 아마쿠사는 옛 아마쿠사의 영주였던 호족의 이름)를 잇큐군의 총대장으로 내세워 궐기를 결의했다. 간에이 14년 10월 25일, 아리마 촌(有馬村)의 기리시탄이 중심이 되어 대관소(代官所)로 쳐들어가 대관(代官) 하야시 효자에몬(林兵左衛門)을 살해함으로써, 잇큐는 시작되었다.
잇큐는 시마바라반도 운젠(雲仙) 지역 남쪽의 미나미메(南目)라 불리는 지역의 조직화에 성공하고, 영지 주민들도 반란에 찬성하건 반대하건 강제적으로 반란군을 따랐지만, 북쪽의 기타메(北目)라 불리는 지역은 조직화에 성공하지 못했다. 기타메 영지의 주민 지도층은 운젠 지역의 단층들, 특히 그 북쪽의 지치세키(千々石) 단층의 암벽을 천연의 요해지로 삼고 잇큐에 가담하라고 강요해오는 반란군을 격퇴했고, 난에도 연루되지 않았다(물론 미나미메 안에도 참가하지 않은 마을이 많았고 기타메 마을에서도 참가한 마을이 있었다).
시마바라 번은 곧바로 토벌군을 보내 후카에 촌(深江村)에서 잇큐군과 교전했지만 병사들의 피로를 감안해 시마바라 성(島原城)으로 들어갔다. 잇큐군의 기세가 등등한 것을 본 시마바라 번의 토벌군은 농성전을 택하고 성의 방비를 굳혔고, 잇큐군은 시마바라 성을 포위하고 성 아래의 마을을 불사르며 약탈을 벌였다. 토벌군측은 잇큐에 가담하지 않은 농민들을 모아 무기를 주고 잇큐를 진압하게 했지만, 오히려 이 농민들 가운데서 잇큐군에 가담하는 자도 적지 않았다. 잇큐군은 차츰 그 수가 불어났고 시마바라반도 서북부까지 확장되었으며, 히미 고개(日見峠)를 넘어 나가사키(長崎)까지 쳐들어가자는 의견도 있었지만 토벌군이 추격할 것을 감안해 중지되었다.
며칠 뒤에는 잇큐군에 호응해 히고 아마쿠사에서도 잇큐가 일어났다. 아마쿠사 시로를 끼고 잇큐군은 아마쿠사 각지의 지배 거점을 공격, 11월 14일에는 혼도 성(本渡城)에서 도미오카 성(富岡城) 성주 대리 미야케 시게토시(三宅重利)를 쳐부수었다. 세를 늘린 잇큐군은 가라쓰 번의 병사들이 농성하고 있던 도미오카 성까지 공격해 기타마루(北丸)를 함락시키고 함락 직전까지 몰아붙였으나, 견고한 혼마루(本丸) 방어에 밀려 실패했다. 공성전 중에 규슈 여러 번의 토벌군이 오고 있음을 알게 된 잇큐군은 후방에서 공격을 받게되면 불리함을 알고 철수했다. 아리아키 해(有明海)를 건너 시마바라반도로 이동, 원군을 기대할 수 없게 된 상태에서 잇큐군은 차악으로나마 시마바라 영지의 옛 주인인 아리마 집안의 거성으로 당시에는 이미 폐성(廃城)이 되어 있던 하라 성(原城)의 터에서 농성하는 길을 택하였다. 여기에 시마바라와 아마쿠사의 잇큐 세력이 합류하였다. 잇큐군은 하라 성을 수리하고 번의 창고에서 빼앗은 무기와 탄약, 식량을 이곳으로 옮겨 토벌군의 공격에 대비하였다.
잇큐군은 이를 토대로 일본 국내를 내란 상태로 몰아넣고 최종적으로는 포르투갈로부터의 원군도 기대하고 있었던 것이 아니냐고 보는 연구자도 있다. 일본 NHK의 역사 다큐멘터리 「그때, 역사가 움직였다」(その時歴史が動いた) 2007년 1월 24일 방송분에서 이러한 설을 채용하여, 당시의 저서인 가리바료 변박서(カリバーリョ弁駁書)를 토대로 하라 성(原城)을 세워 농성한 요인이 로마 교황으로부터의 잇큐군 지원을 비밀리에 요청하고 예수회와의 연이 깊던 가톨릭 국가(포르투갈 왕국)의 원군이 올 때까지 농성하면 된다는 작전을 세웠다고 한다. 변박서에는 실제로 포르투갈이 일본 상륙을 시도하려다 실패했다는 기록이 남아있다.

### 하라 성 농성전

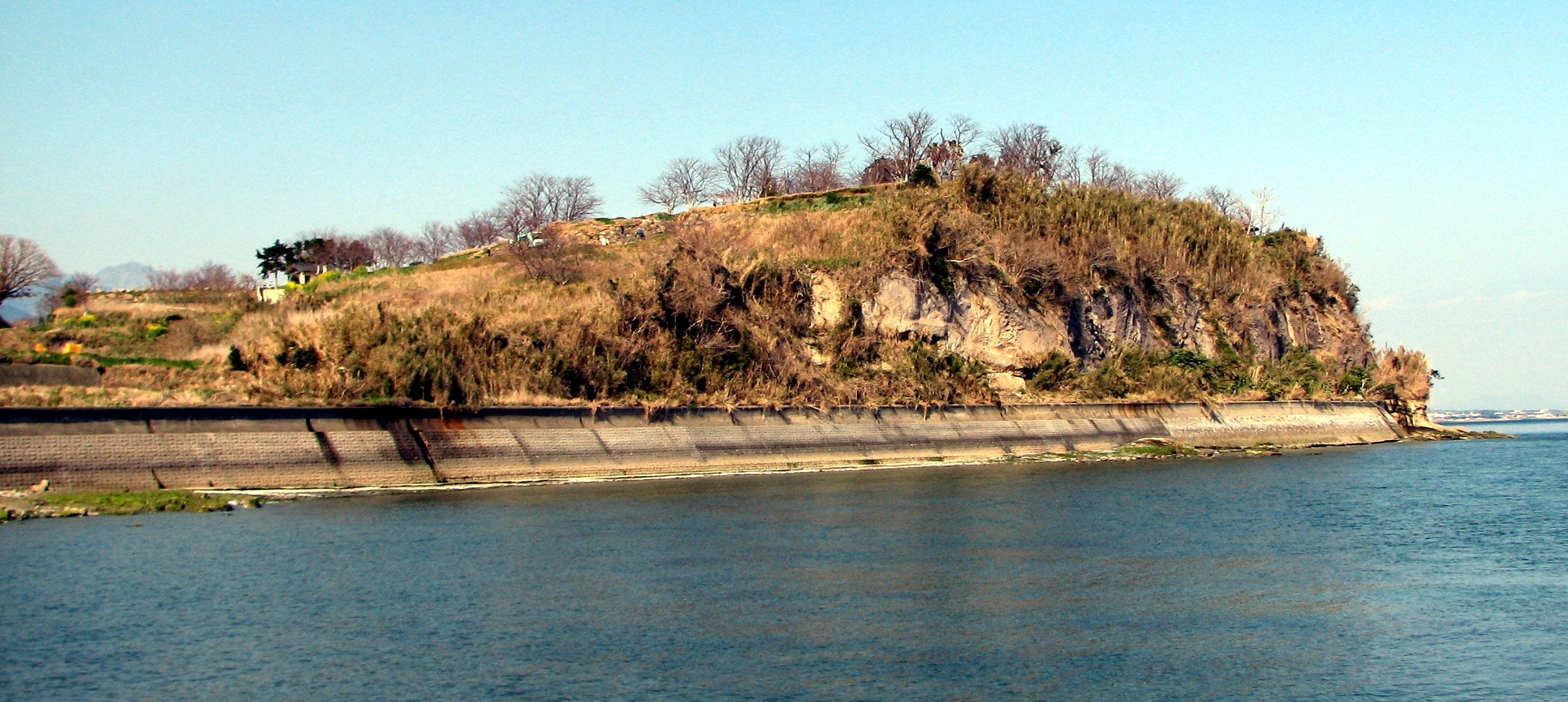
바다 쪽에서 바라본 하라 성터.

막부는 고쇼인반노카미(御書院番頭)를 맡고 있던 이타쿠라 시게마사(板倉重昌)와 이시가야 사다키요(石谷貞清)를 각각 상사(上使)와 부사로서 파견하였다. 시게마사가 거느린 규슈 각 번의 토벌군은 하라 성을 포위하고 여러 차례 공격해 12월 10일과 20일에 총공격을 감행하지만 번번이 패주했다. 막부는 다시 노중(老中)인 마쓰다이라 노부쓰나(松平信綱)와 도다 우지카네(戸田氏鉄) 등을 토벌군 대장으로 발탁하기로 결정했고, 공을 가로채일까 두려워한 시게마사는 간에이 15년(1638년) 1월 1일(2월 14일)에 노부오카가 도착하기 전에 난을 평정하겠다며 재차 하라 성에 대한 총공격을 개시하지만, 별다른 대책도 없이 무리하게 밀어붙인 돌격 작전으로 4천에 달하는 군사를 잃고 시게마사 자신도 총에 맞아 전사함으로써 공격은 다시 실패로 끝났다. 한편 《상산기담》(常山紀談)에는 시게마사가 파견될 무렵, 야규 무네노리(柳生宗矩)가 작은 번의 번주에 불과한 시게마사를 총대장으로 삼으면 규슈 다이묘들을 통제하지도 못할 것이고 반란 진압도 실패할 것이라 여겨 반대했다는 이야기가 남아있다.
마쓰다이라 노부쓰나가 이끄는 사이고쿠(西國) 제후들의 증원까지 더해진 토벌군의 수는 12만 이상으로 불어났고, 육지와 바다 양쪽에서 하라 성을 완전히 포위하였다. 소바쥬(側衆)・나카메 마사모리(中根正盛)는 요리키(与力) 20여 기(騎)를 여러 방면으로 파견해 잇큐군의 움직임을 상세히 보고하게 했고, 모치즈키 요에몬(望月与右衛門) 등 고가 닌자(甲賀忍者)의 한 무리가 하라 성으로 잠입해 군량이 얼마 남지 않았다는 사실을 확인했다. 노부쓰나는 보급을 차단하는 작전을 채택했다.

### 네덜란드의 원조

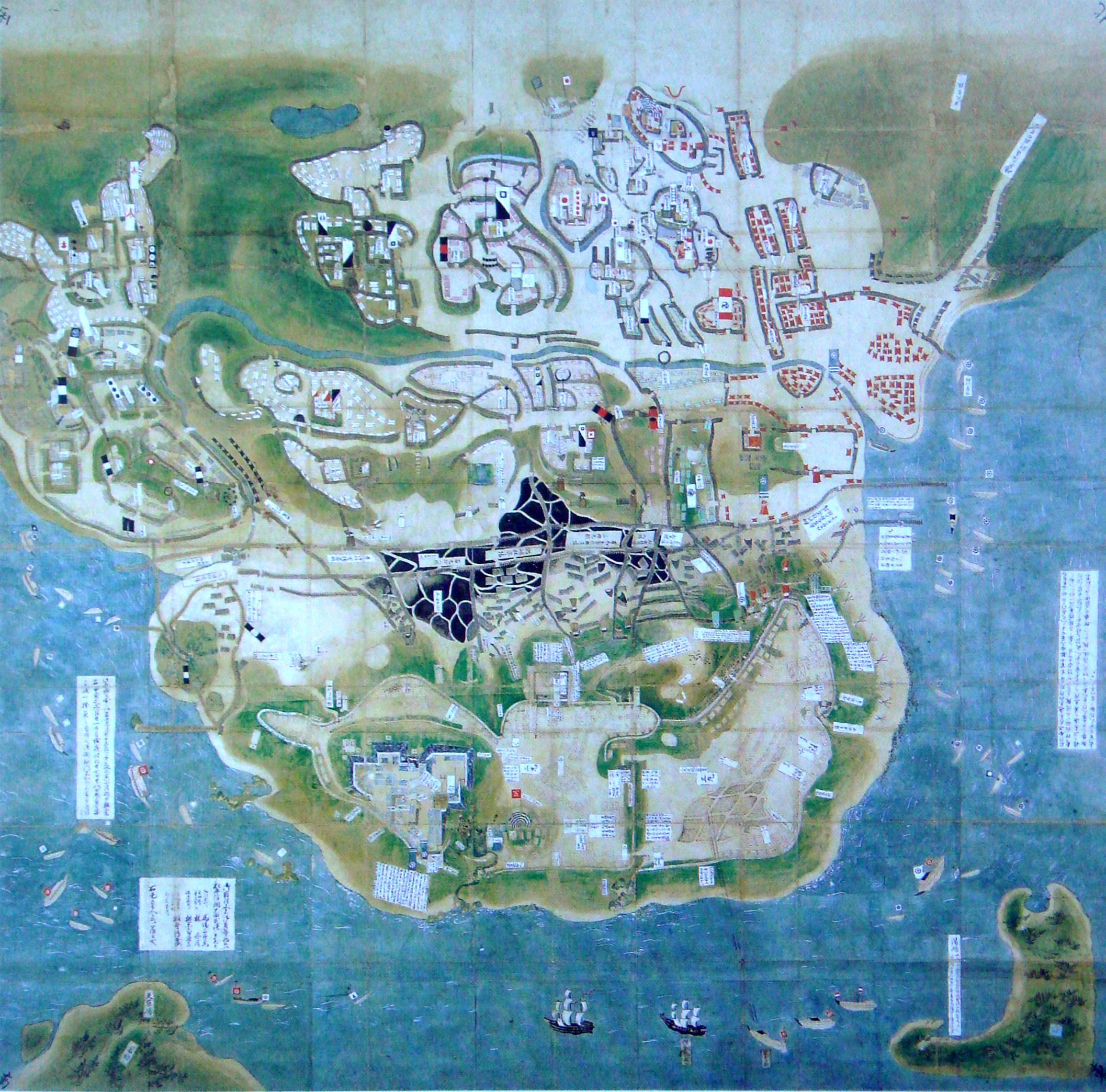
하라 성의 지도. 아래쪽에 작게 서양 함선이 그려진 것이 보인다.

1월 6일, 나가사키 부교의 의뢰를 받은 네덜란드 상관장 쿠케바케르가 함포 5문을 막부군에 제공했고, 두 척의 범선을 시마바라로 파견해 바다에서 성안으로 함포 사격을 가했다. 그러나 눈에 띄는 효과는 거두지 못했고, 호소카와 다다토시(細川忠利) 등 여러 무장들이 나서서 국내의 반란을 진압하는데 외국인의 도움을 받느냐고 비판하는 바람에 노부오카는 포격을 중단해야 했다. 그러나 노부오카는 포르투갈 원군을 기대하고 있을 잇큐군은 심리적으로 큰 충격을 받았을 것이라며 일본의 수치라 비판하는 것은 적당하지 않다고 반박하였다고 한다. 실제로 포격에 의한 파괴 효과는 적었지만 잇큐군의 사기를 깎는 효과는 있었다.
네덜란드의 원조에 대해서는 당시 네덜란드와 포르투갈이 전쟁(1603년 ~ 1663년)중이었고, 일본과의 교역을 놓고 경쟁 상대였던 포르투갈을 배제하려는 네덜란드측의 계산이 있었다. 또한 일본 중세사 연구가인 핫토리 히데오(服部英雄)는 잇큐 세력이 포르투갈(가톨릭 왕국)과 연결된 것에 대해 막부측은 네덜란드(개신교 국가)와 연결되어 있었으며, 그 뒤 막부가 쇄국정책을 행하면서 포르투갈을 배제하고 네덜란드에만 교역을 허가한 것도 이때의 군사동맹의 결과였다고 고찰하고 있다.
막부의 토벌군은 몰래 성안으로 사자나 화살에 묶은 편지를 보내 내응이나 투항을 기대했지만 성공하지 못했다. 생포한 아마쿠사 시로의 어머니와 자매를 시켜 투항을 권고하는 편지를 써서 성으로 보내게도 했지만 잇큐군은 이것을 받지도 않았다고 한다. 잇큐군은 하라 성의 깎아지른 듯한 절벽을 타고 바다로 내려가 해초를 따먹으며 버텼는데, 마쓰다이라 노부쓰나가 성밖에서 전사한 잇큐군의 시체를 해부해보니 위장에 해초밖에 나오지 않았고 이것을 보고 성안에 식량이 얼마 남지 않았음을 알았다고 한다. 또한 난이 장기간 진압되지 않고 있는 것에 막부군의 위신도 깎이고 있었고, 노부쓰나는 마침내 2월 28일에 하라 성에 대한 총공격을 결정했다. 그러나 사가번(佐賀藩)에서 갑작스럽게 먼저 공격을 시작하는 바람에 예정보다 하루 앞서 총공격이 시작되었고, 여러 다이묘들이 잇따라 공격을 개시했다. 보급 차단 작전의 결과로 성안의 식량도 탄약도 바닥나 있었고, 막부군의 수도 압도적으로 많았던 탓에 하라 성은 결국 함락, 아마쿠사 시로가 처형됨으로써 난은 진압되었다.

### 처분
막부는 반란군에 대해 가혹한 처단을 내렸고 시마바라반도와 아마쿠사 제도의 기리시탄들은 난에 참가하라는 잇큐군의 강제를 피해 숨은 자나 마침 타지에 있어 반란군에 가담하거나 끌려가는 일 없이 살아남은 예전 영지 주민을 제외하고는 모조리 죽임을 당했다. 가까스로 살아남은 기리시탄들은 깊숙히 숨어버렸고 가쿠레키리시탄(隠れキリシタン)이 되었다.
시마바라의 난 이후 막부의 가톨릭 정책은 한층 더 가혹하고 엄격한 것으로 바뀌었고, 쇄국정책을 추진하는 결과를 낳았다. 또한 이후 일국일성령(一国一城令)을 내려 폐성된 성곽들을 더는 반란 거점으로 삼지 못하도록 아예 파괴해버렸다. 시마바라 번주 마쓰쿠라 가쓰이에도 영지 백성들의 생활을 어렵게 하는 가혹한 세금을 징수한 것이 잇큐의 원인이 되었다는 책임을 물어 개역 처분되었고, 뒤에 참형에 처해졌다(에도 시대의 다이묘는 셋푸쿠 혹은 참형으로 처형되었는데 그 사례 가운데 하나이다). 아마쿠사의 데라자와 가타타카도 책임을 물어 영지를 몰수당했는데, 그는 후에 정신이상을 일으켜서 자해함으로써, 데라자와 집안은 대가 끊어지고 말았다.
또한 군율을 어기고 멋대로 공격을 개시한 사가 번주 나베시마 가쓰시게(鍋島勝茂)도 반년만에 폐문(閉門) 처벌을 당했다. 한편 이 사건으로 막부는 포르투갈과의 국교를 단절하여 일본과의 교역을 포르투갈 대신 네덜란드가 완전히 대행하게 되었는가는 확실하지 않으나, 국교 단절까지는 1년 반 정도가 필요했다. 1670년에 포르투갈에서 무역을 위한 공식사절단을 보냈을 때, 에도 막부는 포르투갈 선원을 포함해 57명을 처형하고 그들이 타고 왔던 배를 불사른 뒤, 몇 명만 남겨 본국으로 돌려보내면서 다음과 같은 경고를 했다.
앞으로 또 한 번 일본에 상륙을 시도한다면 똑같은 처분을 받게 될 것이다. 외교 사절이건 선원이건, 실수로 상륙했건 폭풍으로 난파되어 떠내려왔건, 이유는 상관없다. 심지어 포르투갈의 왕이나, 기리시탄들이 믿는 신이 온다 할지라도 모두 똑같은 처벌을 받게 될 것이다.

한편 봉기가 진압되고 보름 후인 3월 13일에 조선의 동래부사(東萊府使) 정양필(鄭良弼)에 의해 조선 조정에도 시마바라 봉기가 보고되었다.

## 여파
시마바라의 난으로 인해 에도 막부는 가톨릭을 본격적으로 탄압하게 된다. 시마바라의 난 이전에 도쿠가와 이에야스는 호소카와 가라샤가 독실한 가톨릭 신자인 것을 알고도 묵인했을 정도로 가톨릭에 대해 관심이 없었다.

## 문화 속의 시마바라의 난
참고로 시마바라의 난은 만화 《소년탐정 김전일》의 소재로 사용되기도 했으며, (주)SNK에서 개발한 사무라이 스피릿츠라는 게임의 마지막 보스인 야마쿠사 시로 도키사다는 그의 이름을 따서 붙인 것이다.

## 같이 보기
- 가쿠레키리시탄
- 미야모토 무사시
- 니콜라스 쿠케바케르(nl:Nicolaes Coeckebacker)
- 아리마 도요우지
- 다치바나 무네시게
- 오가사와라 다다자네
- 다카다 마타베
- 오가사와라 나가쓰구
- 마쓰다이라 시게나오
- 야마다 아리나가
- 미즈노 가쓰토시
- 미즈노 가쓰사다